# Seua Bai
Seua Bai (thaï : เสือใบ /Seua Bai signifie aussi bisexuel en thaïlandais / vrai nom ใบ สะอาดดี) était un célèbre voleur thaïlandais dont la vie inspira plusieurs livres et films,.

## Biographie
Pendant l'occupation de la Thaïlande par le Japon, il rejoignit les Forces thaïlandaises libres.
Il séjourna en prison de 1953 à 1963.

## Seua Bai dans la culture

### Littérature
Por Intharapalit a écrit un livre sur Seua Bai

### Cinéma
- 1971 : สุภาพบุรุษเสือใบ[5]. Avec Kanchit Kwanpracha (th)
- 1984 : Seua Bai[2]. Avec Sombat Metanee et Kowit Wattanakul (th)
- 1998 : Seua jone phan seua[6] (ou Crime Kings[7]). De Tanit Jitnukul. Avec Amphol Lumpoon